# Адріян (Головня)
Адріян Головня гербу власного (у світі Антоній Головня, пол. Adrian Antoni Hołownia; 9 квітня 1750, Вітебщина — 1 лютого 1831, Вільно) — церковний діяч, василіянин, доктор філософії і філології, архимандрит браславський, титулярний єпископ Орші, єпископ-помічник Віленської єпархії і Київського митрополії (1811—1828), єпископ-помічник Жировицької єпархії (1828—1831).

## Життєпис
Походив з давньої слонімської шляхти, одна гілка якої оселилася на Вітебщині й взяла собі прізвисько Пишницьких (від родового маєтку Пишники в Суразькому повіті, нині село у Вітебському районі). Народився в сім'ї Ігнатія і Мар'яни Головнів, католиків латинського обряду. У десятирічному віці посланий до єзуїтської школи у Вітебську, де впродовж п'яти років вивчав латину, арифметику, географію, поезію і красномовство. Після закінчення школи перейшов на візантійський обряд і 11 червня 1766 року вступив до Василіянського Чину на новіціят в Березвеччі, де наступного року (17 червня) склав вічні обіти.
У 1767—1772 роках вивчав поезію і красномовство у монастирських школах в Антополі, потім філософію у Вітебську і Полоцьку. Після закінчення цих студій упродовж року був учителем латини у василіянській школі в Борунах. Потім навчався спершу в Папському алюмнаті у Вільно (22 листопада 1773 року став магістром філософії), а згодом у Віленській академії (тепер Віленський університет), де завершив богослов'я, і, доповнивши філософію і філологію, здобув науковий ступінь доктора цих наук.
1776—1778 роки — професор гімназій у Березвечі, Жировичах і Вітебську; 1778 року став єпархіальним секретарем і сповідником митрополита Теодосія Ростоцького. 1792 року декретом короля Станіслава Августа Понятовського призначений архимандритом-коад'ютором Браславським із правом наслідства. Наступного року — архимандрит Браславський.

## Єпископ
22 вересня 1809 року отримав номінацію на титулярного єпископа Орші, висвячений 8 січня 1811 року митрополитом Григорієм Кохановичем та римо-католицьким єпископом Одинцем. 1811 року отримав призначення на єпископа-помічника Віленської єпархії і помічника Київського митрополита. У 1812 році, як і багато поляків, єпископ Головня поставився прихильно до імператора Наполеона, і це негативно вплинуло на його подальшу церковну кар'єру. Московські урядовці і Сємашко до кінця його життя знаходили можливості, щоб його оскаржити і називали його «неблагонадійним». Після чергової церковно-адміністративної реформи Унійної Церкви царським указом від 22 квітня 1828 року з чотирьох унійних єпархій Берестейської, Полоцької, Віленської і Луцької залишилися тільки дві: Берестейська (Жировицька або Литовська) і Полоцька (Білоруська). У 1828 році Головня став помічником Жировицького єпископа.
Помер 1 лютого 1831 року у Вільно і був похований на Бернардинському цвинтарі.